# Luigi Lurati
Luigi Lurati (* 31. Januar 1936 in Basel; † 13. April 1967 in Paris) war ein Schweizer Maler.

## Leben und Werk
Luigi Lurati besuchte nach einer abgebrochenen Lehre Abendkurse an der Allgemeinen Gewerbeschule Basel. Als autodidaktischer Maler lebte er in Zürich und Paris. Dort verkehrte er in den Kreisen, die sich für die neuen künstlerischen Tendenzen der amerikanischen Kunst interessierten und diese als Teil ihrer Lebenshaltung sahen. Auf der Autofahrt von Paris nach Bern zur Vernissage der international konzipierten Ausstellung «Formen der Farben» in der Kunsthalle Bern verunfallte er tödlich.
1987 gelangten Luratis Signalkunst-Werke durch einen Bruder zum Basler Bilderhändler René Wohnlich. Der Maler und Kunsthistoriker Peter Suter (* 1948) erwarb zusammen mit Freunden, u. a. dem Kunsthistoriker Alain Schaer (* 1953), die Werke und restaurierte sie.
1988 zeigte das Aargauer Kunsthaus in einer von Beat Wismer und Peter Suter kuratierten Retrospektive Werke aus den Jahren 1964 bis 1966. Künstler der «Neo-Geo-Bewegung» fanden in Luratis Arbeiten ein künstlerisches Vorbild.
Seine letzte Ruhestätte fand Luigi Lurati auf dem Friedhof am Hörnli.